# Alexandru Ioan Cuza
Alexandru Ioan Cuza (sau Alexandru Ioan I; n. 20 martie/1 aprilie 1820, Bârlad, Tutova, Moldova – d. 3/15 mai 1873, Heidelberg, Imperiul German) a fost primul domnitor al Principatelor Unite și al statului național România. Prin alegerea sa ca domn al Moldovei, la 5 ianuarie 1859, și al Țării Românești, la 24 ianuarie 1859, a fost înfăptuită Unirea celor două principate.
Ales domnitor, Cuza a dus o susținută activitate politică și diplomatică pentru recunoașterea Unirii Moldovei și Țării Românești de către Puterea suzerană (Imperiul Otoman) și Puterile Garante și apoi pentru desăvârșirea Unirii Principatelor Române prin înfăptuirea unității constituționale și administrative. Aceasta s-a realizat în ianuarie 1862, când Moldova și Țara Românească au format statul român unitar modern, adoptând oficial numele de România, cu capitala la București, cu o singură adunare și un singur guvern. Ca domnitor, Alexandru Ioan Cuza a promovat reforme cu un caracter liberal și profund progresist, ce au dus la modernizarea statului și societății românești.
În anul 1866, o largă coaliție a partidelor vremii, cunoscută sub denumirea de Monstruoasa Coaliție din cauza orientărilor politice diferite ale membrilor săi, l-au forțat pe Alexandru Ioan Cuza să abdice.

## Primii ani de viață
Alexandru Ioan Cuza s-a născut la Bârlad, fiind fiul ispravnicului Ioan Cuza, strănepotul revoluționarului Ioniță Cuza, proprietar de pământ în județul Fălciu, și al Sultanei (Soltana), membră a familiei de origini fanariote Cozadini.
A învățat carte mai întâi la Iași, în pensionul francez al lui Victor Cuénim, la fel ca Mihail Kogălniceanu și Vasile Alecsandri, viitorii lui colaboratori. Apoi la Paris, unde și-a luat bacalaureatul în litere în 1835, la Sorbona, diploma fiind semnată de François Guizot, ministrul instrucțiunii publice, obținând calificative lăudabile. Studiază la Facultatea de Drept pentru 2 ani, pe care nu o termină fiind obligat să se întoarcă în țară. În țară își continuă studiile împreună cu fratele său Dimitrie, la Academia Mihăileană.
Între noiembrie 1837 - aprilie 1839 Cuza s-a aflat din nou la Paris, unde a urmat studii în științele războiului și, probabil, le-a continuat pe cele de drept.
În toamna anului 1837 Cuza intră în armată cu gradul de cadet; obține o ”păsuire de la slujba de front” și pleacă din nou la Paris pentru a-și continua studiile juridice. La Paris cunoaște numeroși tineri revoluționari din ambele principate, însușindu-și ideile înaintate ale epocii.
Aparținând clasei tradiționale de boieri din Moldova, Alexandru primește o educație europeană și devine ofițer în armata moldovenească, ajungând la rangul de colonel. S-a căsătorit cu Elena Rosetti în 1844.
În anul 1848, Moldova și Țara Românească, precum majoritatea statelor europene, au fost cuprinse de febra revoluțiilor. Revolta moldovenilor a fost suprimată repede, dar în Țara Românească revoluționarii au preluat puterea și au guvernat în timpul verii. Tânărul Cuza a participat activ la mișcarea revoluționară de la 1848 din Moldova și la lupta pentru unirea Principatelor. Urmare înclinațiilor liberale manifestate în timpul episodului moldovenesc, este transportat ca prizonier la Viena, de aici fiind eliberat cu ajutor britanic.
Revenind în Moldova în timpul domniei Prințului Grigore Alexandru Ghica, a fost numit ministru de război (1858) și a reprezentat orașul Galați în divanul ad-hoc de la Iași. Prin toată activitatea sa politică, Alexandru Ioan Cuza a susținut continuu unirea Moldovei și Țării Românești.
A fost nominalizat în cele două Principate, de către Partida Națională, care milita pentru Unire, în defavoarea unui prinț străin. Ca urmare a contextului politic și a compromisului dintre principalele partide, este ales domn al Moldovei pe 17 ianuarie 1859 (5 ianuarie după calendarul iulian) și în Țara Românească pe 5 februarie 1859 (24 ianuarie după calendarul iulian).

## Elena Cuza

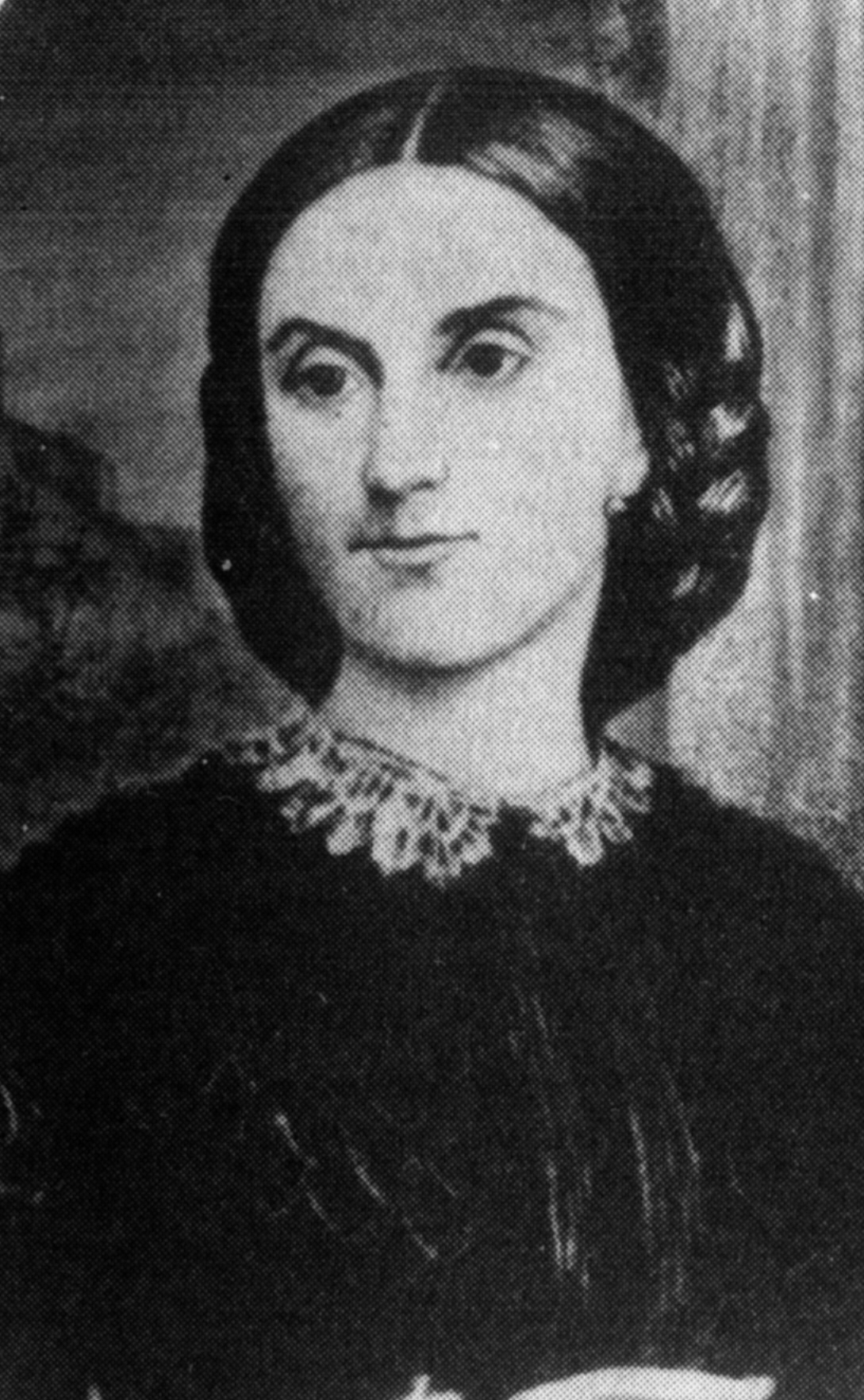
Elena Cuza

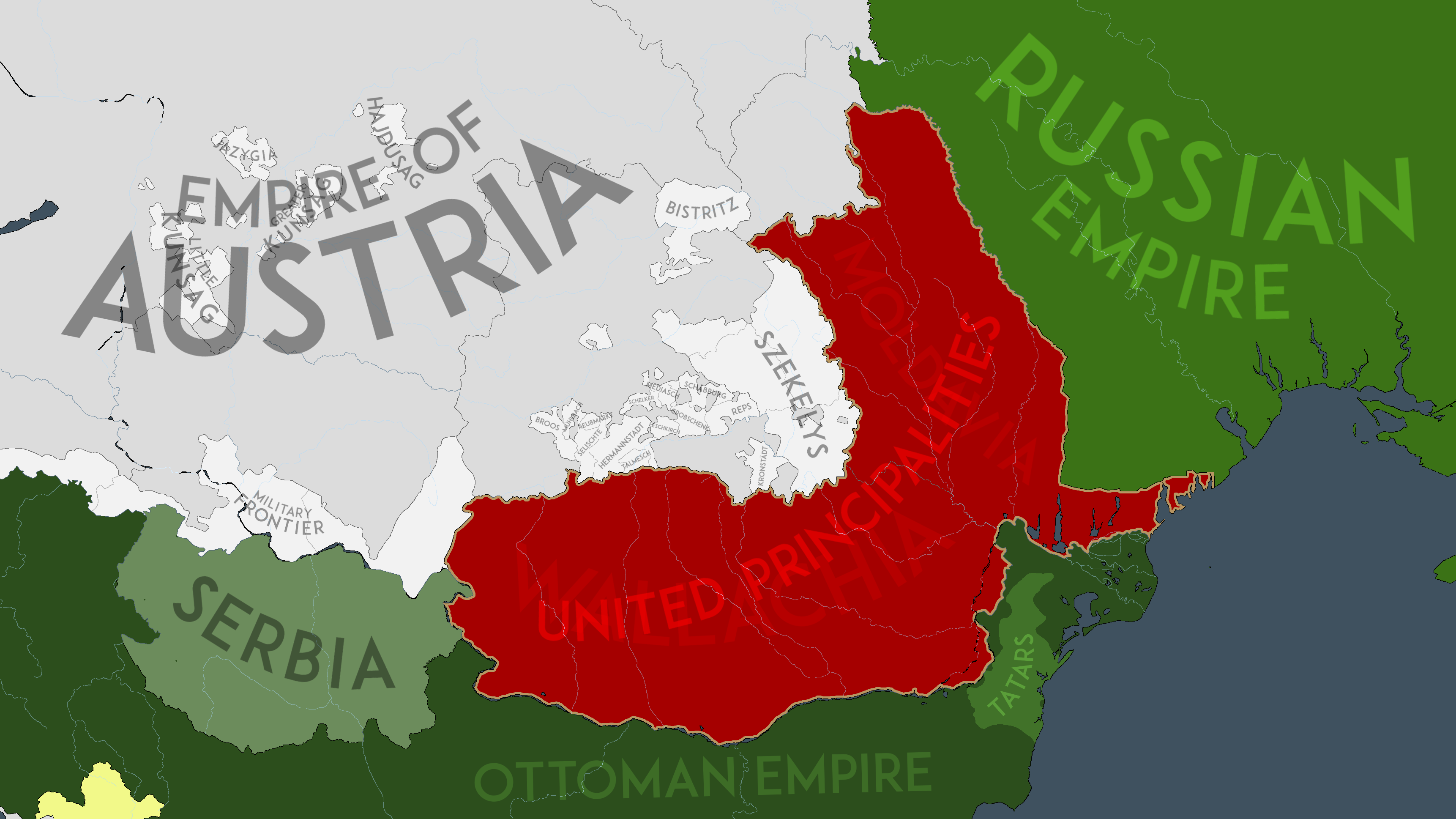
Spațiul Carpato-Danubiano-Pontic în 1859, după alegerea dublă a lui Alexandru Ioan Cuza în Moldova și Țara Românească.

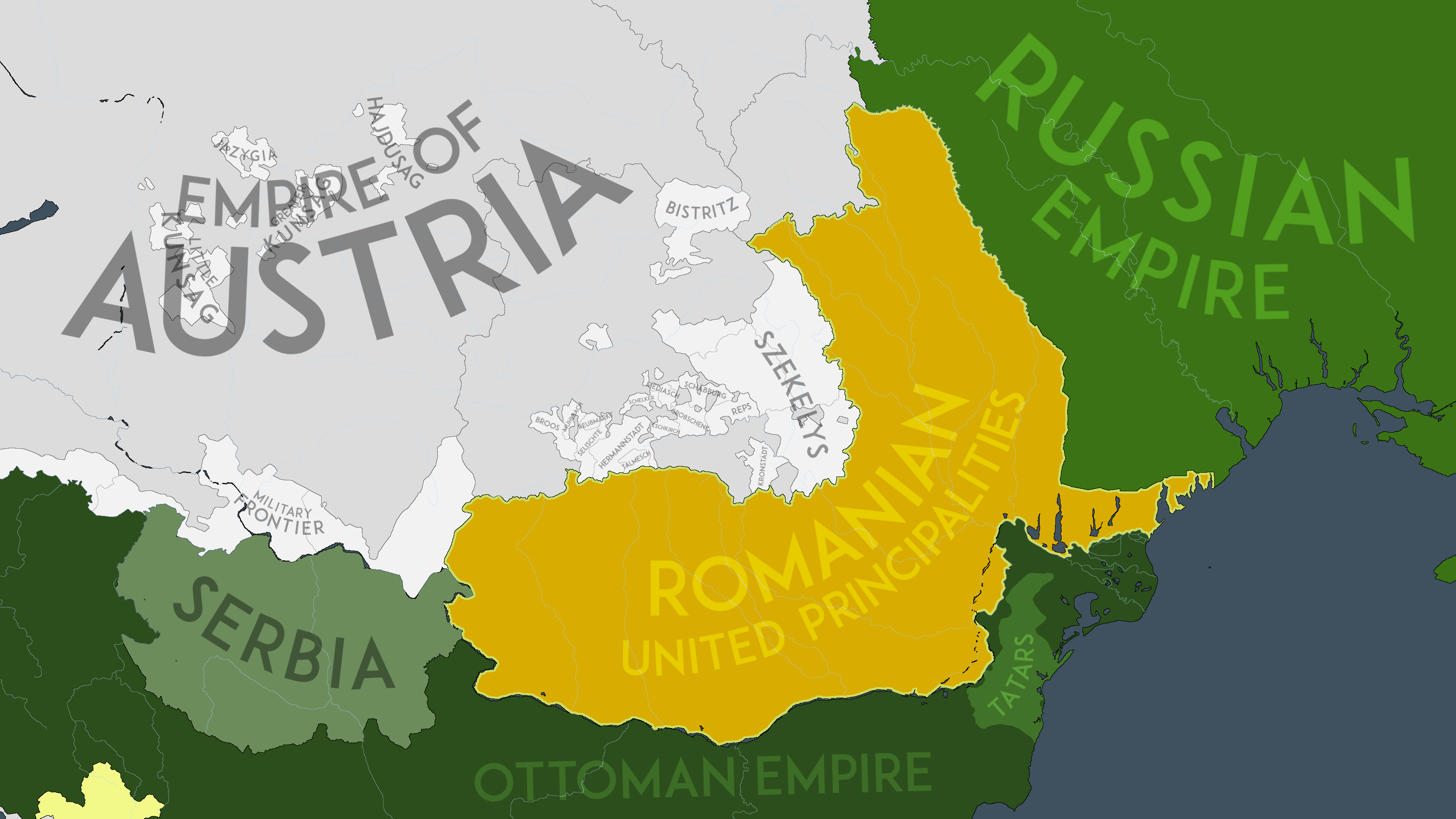
Spațiul Carpato-Danubiano-Pontic în 1862 AD, la momentul formării Statului Român Unitar, cu un singur guvern și o singura capitală la București.

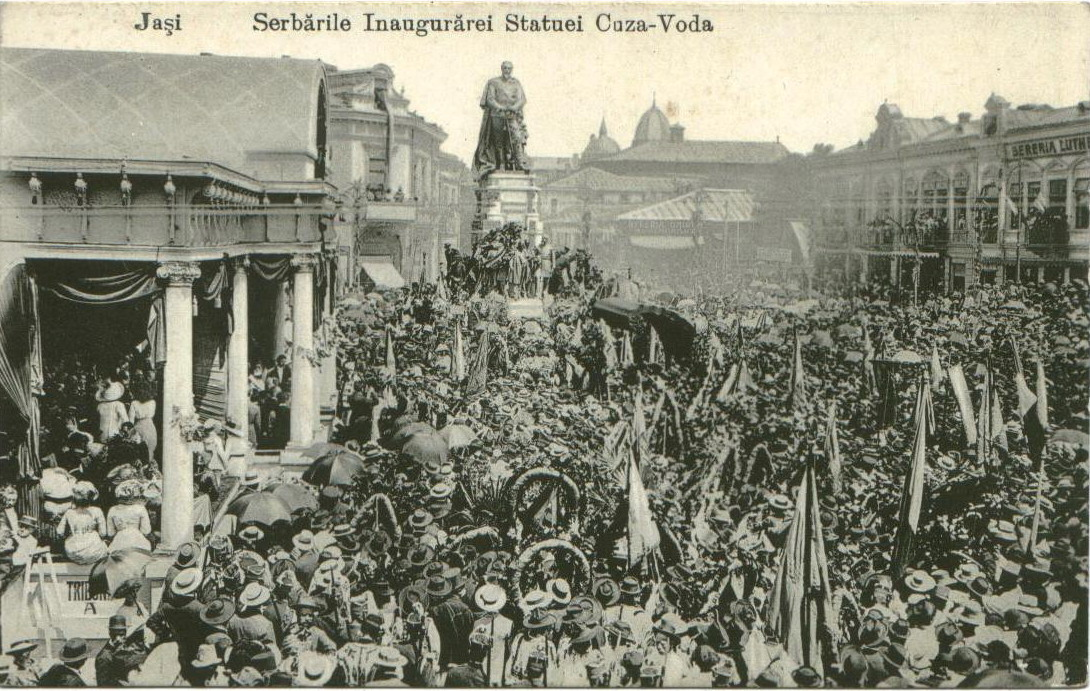
Statuia lui Alexandru Ioan Cuza din Iași

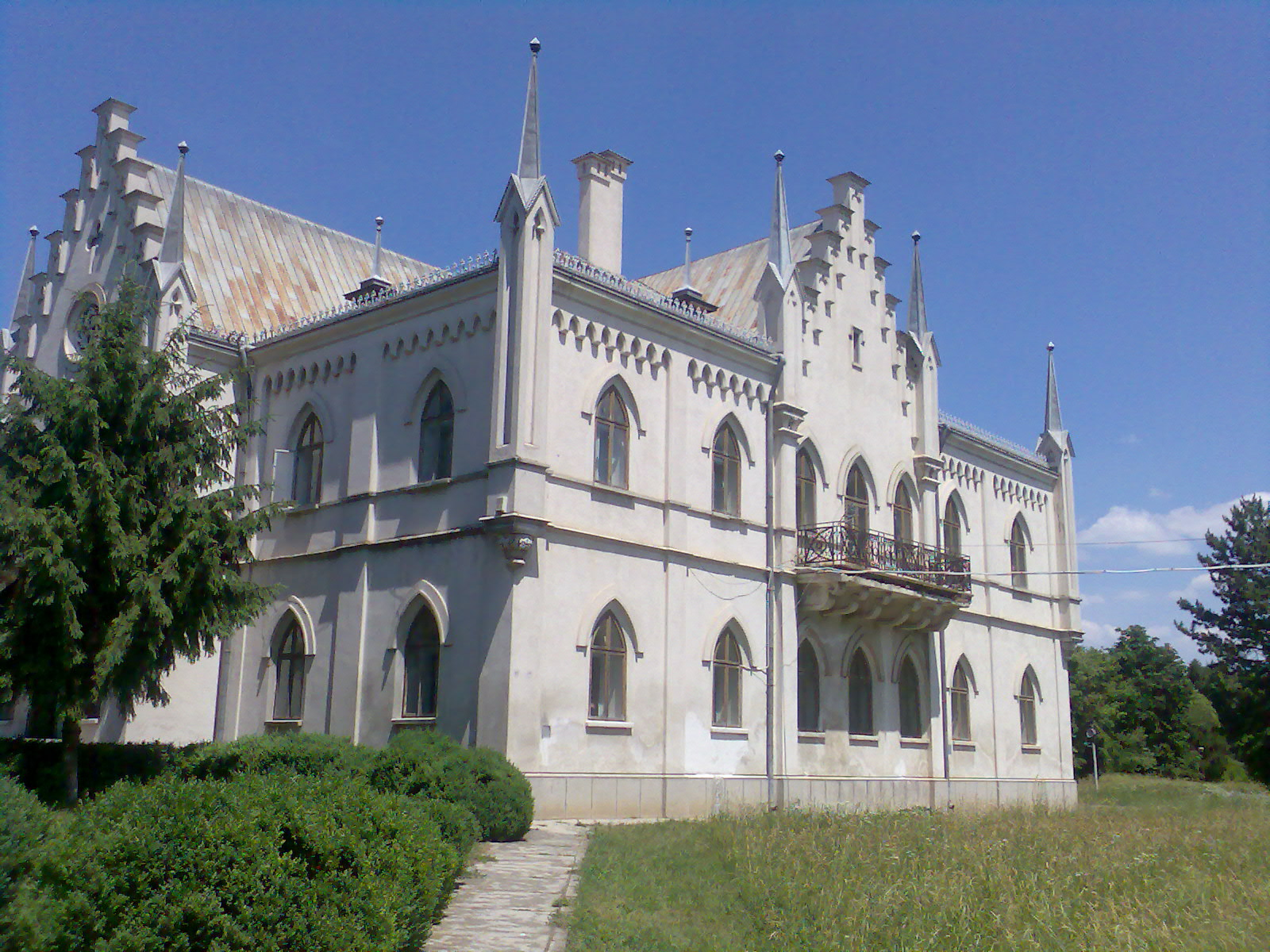
Palatul familiei Cuza de la Ruginoasa (astăzi Muzeul Memorial „Alexandru Ioan Cuza”)

Elena Cuza se înrudea cu neamul Sturdzeștilor, al Balșilor și al Cantacuzinilor. Judecând după portretul realizat de Carol Popp de Szathmáry, când avea 38 ani, putea fi socotită o femeie foarte mică și subțire, cu o expresie severă, cu ochi negri și foarte timidă. Educația ei urmase calea obișnuită în epocă: guvernantă franceză și germană, pensionul Buralat, anturajul social și literar al mătușii sale Agripina Sturdza, din Iași.
În 1844 ea l-a întâlnit, s-a îndrăgostit și s-a căsătorit cu Alexandru Ioan Cuza. El era o fire extrovertită, impulsivă, care se simțea bine printre oameni, se purta foarte galant cu femeile. Ea era o introvertită, cu o mulțime de inhibiții. Slabele șanse ca acest mariaj să meargă au fost anulate de la început de incapacitatea Elenei de a-i oferi un urmaș soțului ei și de faptul că a pus datoriile față de mamă înaintea celor față de soț. La 30 aprilie 1844 scria: „Crede-mă, mamă, noile sentimente pe care le am față de soțul meu nu mă vor împiedica să te iubesc.” După ce s-au căsătorit, ei s-au stabilit în modesta casă a părinților lui Cuza, Ion și Sultana, din Galați.
Deși soția sa nu a avut copii, ea i-a crescut ca pe propriii săi copii pe cei doi fii avuți de soțul ei din relația cu Elena Maria Catargiu-Obrenović: Alexandru Ioan Cuza (1862 (unele surse menționează anul 1864) - 1889) și Dimitrie Cuza (1865 - 1888), care s-a sinucis.
A împărtășit cu stoicism exilul soțului detronat și, după moartea acestuia la 16 mai 1873, „i-a păstrat memoria cu o extraordinară devoțiune, neîngăduind să se rostească un singur cuvânt despre slăbiciuni pe care le cunoștea, le îngăduise și-o spunea cu mândrie – le iertase, ca singura care pe lume putea să aibă acest drept.”

## Înfăptuirea unirii

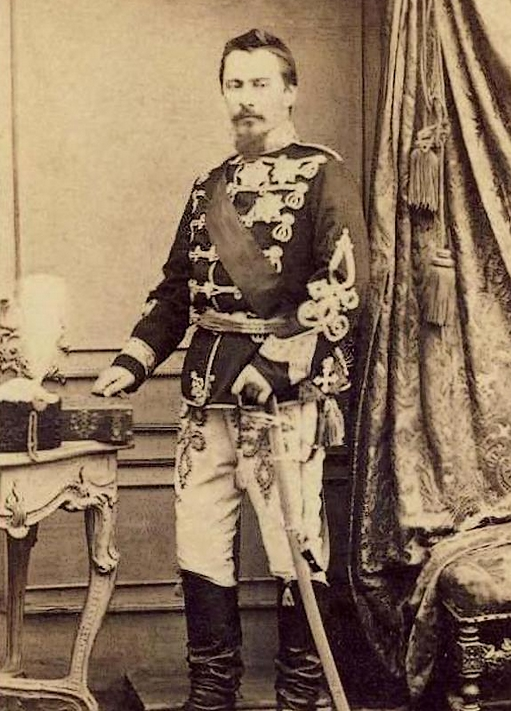
Portretul oficial al lui Alexandru Ioan Cuza, realizat de Carol Popp de Szathmári

Unirea Principatelor Române a avut loc la jumătatea secolului al XIX-lea și reprezintă unificarea vechilor state Moldova și Țara Românească. Unirea este strâns legată de personalitatea lui Alexandru Ioan Cuza și de alegerea sa ca domnitor al ambelor principate la 5 ianuarie 1859 în Moldova și la 24 ianuarie 1859 în Țara Românească. Totuși, unirea a fost un proces complex, bazat pe identitatea culturală și istorică între cele două țări. Procesul a început în 1848, odată cu realizarea uniunii vamale între Moldova și Țara Românească, în timpul domniilor lui Mihail Sturdza, respectiv Gheorghe Bibescu. Deznodământul războiului Crimeii a creat un context european favorabil realizării unirii. Votul popular favorabil unirii în ambele țări, rezultat în urma unor adunări ad-hoc în 1857 a dus la Convenția de la Paris din 1858, o înțelegere între Marile Puteri, prin care se accepta o uniune formală între cele două țări, cu guverne diferite, însă cu unele instituții comune; principatele trebuiau să se numească Principatele Unite Moldova și Valahia. La începutul anului următor, Alexandru Ioan Cuza a fost ales domnitor al Moldovei și Țării Românești, aducându-le într-o uniune personală. În 1862, cu ajutorul unioniștilor din cele două țări, Cuza a unificat Parlamentul și Guvernul, realizând unirea politică. Procesul de unificare a continuat și după înlăturarea sa de la putere (1866), atunci când pe tron a fost adus și numit principe, Carol de Hohenzollern-Sigmaringen, constituția adoptată în acel an denumind noul stat România.

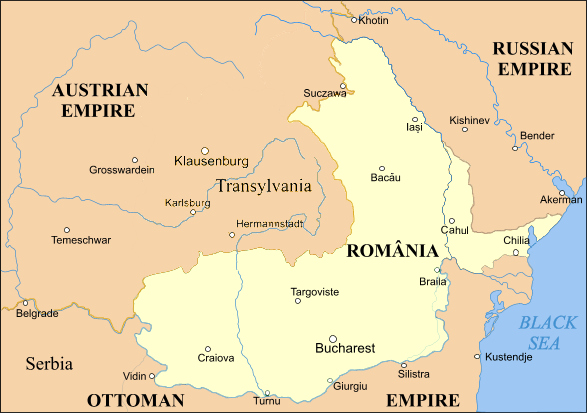
România în timpul domniei lui Cuza

## Domnia

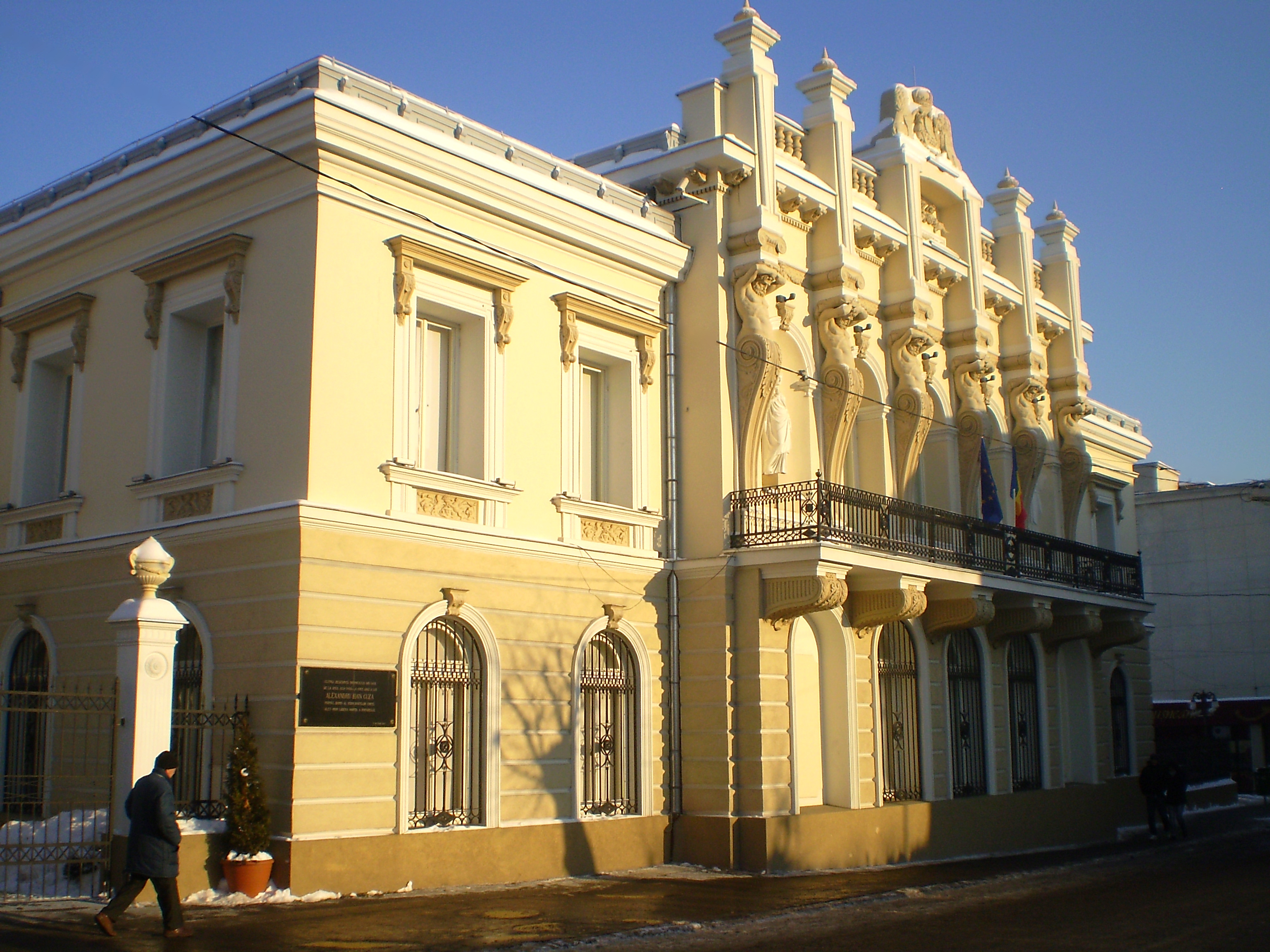
Reședință domnească a lui Alexandru Ioan Cuza (astăzi Muzeul Unirii) din Iași

Domnia lui Cuza Vodă a fost caracterizată de o nerăbdătoare dorință de a ajunge din urmă Occidentul, dar efortul domnului și al sprijinitorilor săi întâmpină rezistența forțelor conservatoare și a inerțiilor colective. Mai grav, el stă sub semnul provizoratului, căci domnia lui Cuza este percepută ca pasageră; țara a vrut un domn străin, l-a acceptat însă pe cel autohton, dar n-a renunțat la vechea doleanță; în așteptarea contextului prielnic, ea îngăduie un provizorat.

### Alegerea ca domnitor

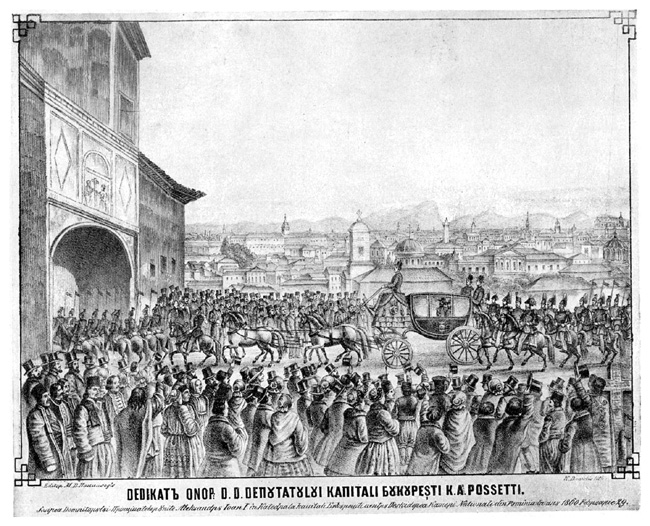
Cortegiul domnesc trece pe sub turnul Mitropoliei

După Convenția de la Paris din 1858, marile puteri au lăsat guvernul fiecărui principat român în grija unei comisii provizorii, formate din trei caimacami, până la alegerea domnitorilor. Principala atribuție a comisiilor era aceea de a supraveghea alegerea noilor adunări elective. Campania electorală din Moldova a dus la alegerea unei adunări favorabile unirii cu Țara Românească. Unioniștii moldoveni au putut impune cu ușurință candidatura la domnie a colonelului Alexandru Ioan Cuza, care a fost ales domn cu unanimitate de voturi la 5/17 ianuarie 1859. Ideea alegerii domnului moldovean și la București a fost oficial sugerată muntenilor de către delegația Moldovei, care mergea spre Constantinopol pentru a anunța rezultatul alegerii de la Iași. În Țara Românească, adunarea electivă a fost dominată de conservatori, care erau însă scindați. Neputându-se pune de acord asupra unui candidat propriu, conservatorii munteni au sfârșit prin a se ralia candidatului Partidei Naționale care a fost ales la 24 ianuarie/5 februarie 1859, domn al Țării Românești. Astfel, românii au realizat de facto unirea, punând la 24 ianuarie 1859, bazele statului național modern român. Sprijinul lui Napoleon al III-lea a fost decisiv pentru dezarmarea opoziției Turciei și a Austriei față de dubla alegere, astfel că la 1/13 aprilie 1859 Conferința de la Paris a puterilor garante dădea recunoașterea oficială a faptului împlinit de la 24 ianuarie 1859. Turcia l-a recunoscut  pe Alexandru Ioan Cuza ca domnitor al Principatelor în 1861.
Conform deciziei Convenției de la Paris, la 15 mai 1859 este înființată Comisia Centrală la Focșani, ce avea ca scop redactarea primului proiect de Constituție din istoria modernă a României și realizarea altor proiecte de unificare legislativă a Principatelor. Proiectul de Constituție nu a fost aprobat însă de domnitorul Cuza, Comisia Centrală din Focșani fiind desființată în februarie 1862.

Monograma domnitorului Alexandru Ioan Cuza

## Reformele lui Cuza

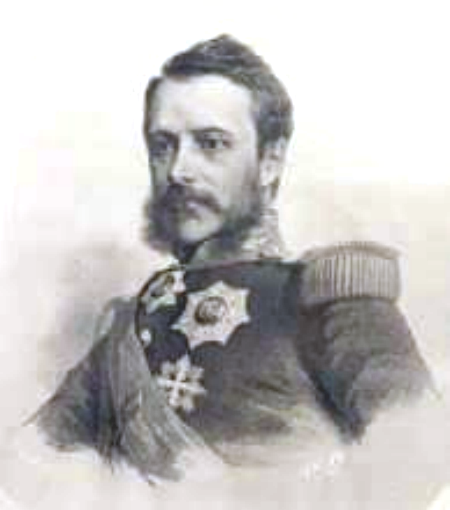
A.I. Cuza în anii 1860
Litografie de August Strixner.

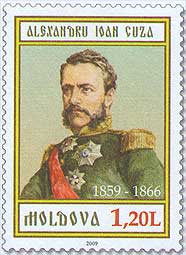
Imaginea lui Alexandru Ioan Cuza pe o marcă poștală din Republica Moldova

După realizarea unirii, domnitorul Alexandru Ioan Cuza și colaboratorul său cel mai apropiat, Mihail Kogălniceanu (ministru, apoi prim-ministru al României), inițiază importante reforme interne: secularizarea averilor mănăstirești (1863), reforma agrară (1864), reforma învățământului (1864), reforma justiției (1864) ș.a., care au fixat un cadru modern de dezvoltare al țării.
Întâmpinând rezistență din partea guvernului și a Adunării Legiuitoare, alcătuite din reprezentanți ai boierimii și ai marii burghezii, precum și a bisericii, în înfăptuirea unor reforme, Cuza formează, în 1863, un guvern sub conducerea lui Mihail Kogălniceanu, care realizează secularizarea averilor mânăstirești (decembrie 1863) și dizolvă Adunarea Legiuitoare (lovitura de stat de la 2 mai 1864). În același an, Cuza supune aprobării poporului, prin plebiscit, o nouă constituție și o nouă lege electorală, menită să asigure parlamentului o bază mai largă, și decretează (14 august 1864) legea rurală concepută de Kogălniceanu. În timpul domniei lui Cuza a fost conceput codul civil și Codul penal de inspirație franceză, legea pentru obligativitatea învățământului primar și au fost înființate primele universități din țară, respectiv cea de la Iași (1860), care azi îi poartă numele, și cea de la București (1864). Tot în această perioadă a fost organizată și armata națională..
De la începutul domniei s-a preocupat intens de problemele pompierilor militari. Domnia lui Cuza are o importanță deosebită pentru istoria pompierilor. Pe vremea acestuia la 24 mai 1860, acesta a promulgat Legea pentru recompensarea ostașilor participanți la Bătălia din „Dealul Spirii” prin care a fost acordată câte o medalie de bronz cu inscripția „Pro Virtute Militari” tuturor ostașilor ce au luat parte la acel eveniment.

### Secularizarea averilor mănăstirești
Legea secularizării averilor mănăstirești a fost dată de Domnitorul Alexandru Ioan Cuza cu scopul de a lua toate proprietățile și averile anumitor Biserici și mănăstiri și a le trece în proprietatea statului, pentru „a spori avuția țării”. Tot în timpul lui Cuza unele mănăstiri și schituri au fost desființate total sau transformate în biserici de mir. Domnitorul Ioan Cuza a instituit un impozit de 10% asupra veniturilor nete ale mănăstirilor, bisericilor, anumitor seminarii, centre de asistență socială etc. În fața acestor măsuri mitropolitul Sofronie Miclescu al Moldovei a făcut mai multe proteste, ceea ce a dus mai apoi la înlăturarea sa din scaun, această stare provocând, mai târziu, însăși căderea guvernului Kogălniceanu. Legea secularizării a fost adoptată în 25 decembrie 1863 și, pe lângă cele enumerate mai sus, poate fi menționată și confiscarea anumitor averi pe care le aveau unele mănăstiri din Sfântul Munte Athos și pe care le-au primit cu mult timp înainte de la alți domnitori (Ștefan cel Mare, Mihai Viteazul etc.) pentru ca monahii din Sfântul Munte să se roage pentru bunăstarea domniilor lor.
În total, au fost preluate de la biserici aproximativ 25% din suprafața agricolă și forestieră a Țării Românești și a Moldovei.

### Reforma fiscală
Reforma fiscală a fost materializată prin instituirea impozitului personal și a contribuției pentru drumuri, generalizată asupra tuturor bărbaților majori, printr-o nouă lege a patentelor, prin instituirea impozitului funciar și alte măsuri care au făcut ca la sfârșitul anului 1861, în preajma deplinei lor unificări administrativ-politice, Principatele Unite Române să fie dotate cu un sistem fiscal modern. Ar putea fi adăugată, pe plan cultural, „importanta inițiativă a guvernului moldovean al lui Mihail Kogălniceanu, care a instituit, în toamna anului 1860, prima universitate a țării, cea ieșeană.”

### Reforma agrară

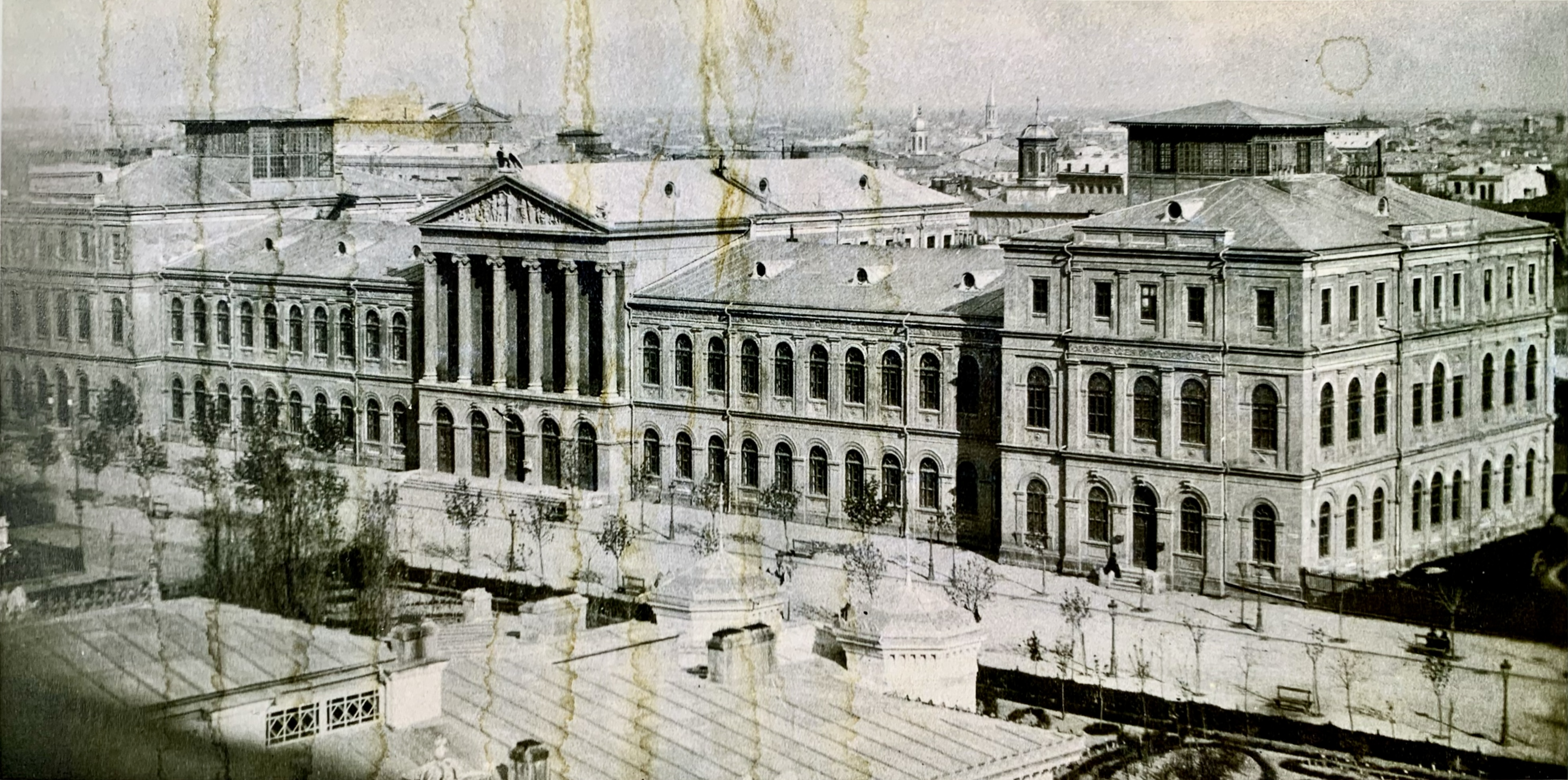
Clădirea principală a Universității din București

Dezbaterile înverșunate care au avut loc în vara anului 1862 în privința proiectului de reformă agrară propus de conservatori și adoptat de majoritate, dar nesancționat de domnitor, au dovedit că maleabilitatea de care dădeau dovadă o bună parte dintre conservatori, în privința adoptării unui program general de reforme, nu concorda cu acceptarea de către ei a unei reforme agrare în sensul programelor revoluționare de la 1848. De aceea, în anii imediat următori unificării administrative, nu s-a putut trece brusc la reforma agrară, ci s-a continuat, pentru o perioadă de timp, să se adopte reforme pe linia organizării moderne a statului, deoarece acestea nu întâmpinau opoziția conservatorilor, încă stăpâni pe majoritatea mandatelor din adunare datorită sistemului electoral restrictiv. Reorganizarea departamentelor, legile pentru construirea căilor ferate, constituirea Consiliului superior al instrucțiunii publice, un regulament de navigație, organizarea corpului inginerilor civili, reorganizarea Școlii de silvicultură și o serie de măsuri premergătoare unei secularizări a averilor mănăstirești au reprezentat, în această perioadă, concretizările planului de reforme.
Din momentul în care conducerea guvernului a fost preluată de Mihail Kogălniceanu, aducerea din nou în dezbatere a reformei agrare a dus la izbucnirea unui violent conflict între guvern și majoritatea adunării. A urmat lovitura de stat de la 2 mai 1864 când deputații au fost evacuați din sală de un detașament militar și Adunarea Legiuitoare dizolvată. Această lovitură a sporit puterea domnitorului Cuza, și totodată a înlăturat monopolul politic al conservatorilor asupra majorității în adunare. Sancțiunea poporului prin plebiscit și recunoașterea noii stări de lucruri de către puterea suzerană și puterile garante au creat posibilitatea decretării Legii rurale în sensul programului pașoptist, desființându-se relațiile feudale în agricultură și procedându-se la o împroprietărire a țărănimii clăcașe.
Prin Legea rurală din 14/26 august 1864, peste 400.000 de familii de țărani au fost împroprietărite cu loturi de teren agricol, iar aproape alți 60.000 de săteni au primit locuri de casă și de grădină. Țăranii împroprietăriți au devenit contribuabili la bugetul de stat, rezultând astfel o lărgire a bazei de impozitare. Fragmentarea terenurilor și lipsa utilajelor agricole moderne au dus la scăderea producției agricole în următorii ani, dar repartizarea ei a fost mai echitabilă. Reforma agrară din 1864, a cărei aplicare s-a încheiat în linii mari în 1865, a satisfăcut în parte dorința de pământ a țăranilor, a desființat servituțile și relațiile feudale, dând un impuls însemnat dezvoltării capitalismului. Ea a reprezentat unul din cele mai însemnate evenimente ale istoriei României din secolul al XIX–lea.
După desființarea Adunării Legiuitoare (2 mai 1864) Cuza pierde sprijinul tuturor partidelor politice și, pentru a putea guverna, se înconjoară de o camarilă formată din funcționari corupți care primesc funcții și contracte cu statul; corupția și sifonarea banului public mai ales în lucrări de infrastructură ating cote ridicate.

### Alte reforme

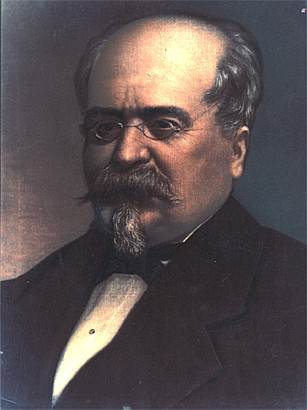
Mihail Kogălniceanu
(portret de Mișu Popp)

În timpul guvernului condus de Mihail Kogălniceanu, s-a trecut la etapa hotărâtoare a înfăptuirii reformelor. Astfel, primul demers făcut, într-o direcție în care guvernul știa că nu avea să întâmpine opoziție pe plan intern, a fost acela al secularizării. La 13/25 decembrie 1863, la propunerea guvernului, adunarea a votat secularizarea averilor mănăstirești cu 93 de voturi contra 3. Era o măsură de însemnătate majoră, datorită căreia era recuperat peste un sfert din teritoriul național. Apoi au fost elaborate și promulgate Legea contabilității, Legea consiliilor județene, Codul Penal și Legea instrucțiunii publice, precum și crearea Consiliului de Stat. Tot acum se înființează Școala Națională de Arte Frumoase, la București, la conducerea căreia este desemnat Theodor Aman și este inaugurată, în premieră, o Școală de Medicină Veterinară.

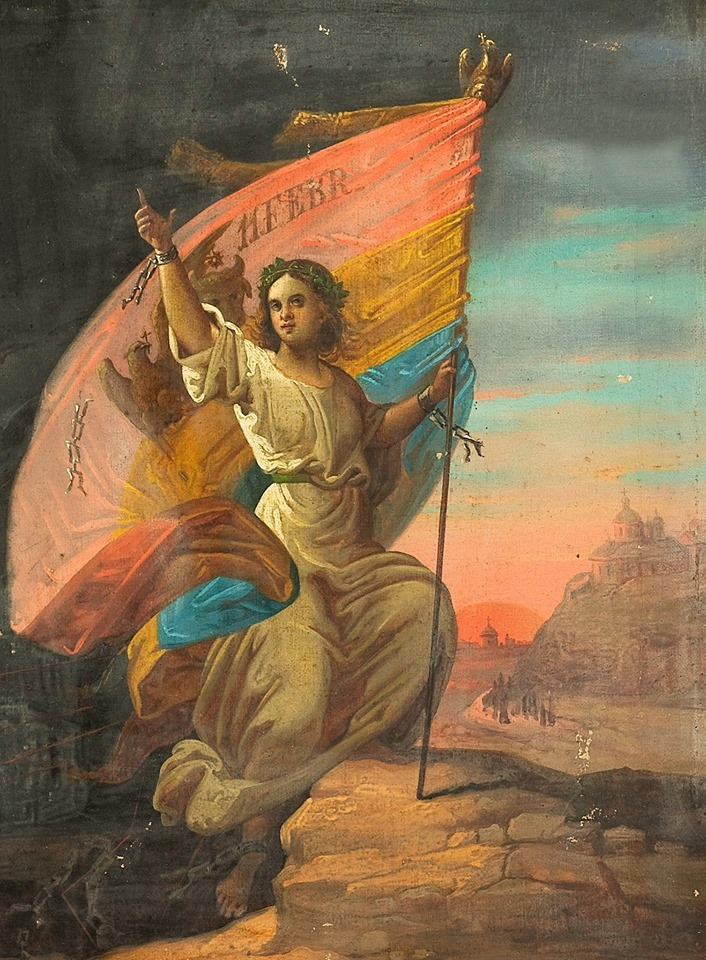
Gheorghe Tattarescu: 11 februarie 1866

Analizând suita de evenimente, unele cu caracter realmente revoluționar, se poate spune că sub domnia lui Alexandru Ioan Cuza au fost puse bazele statului unitar român modern. Practic, nu există domeniu de activitate economică, social-politică, culturală, administrativă sau militară din țară, în care Cuza să nu fi adus îmbunătățiri și înnoiri organizatorice pe baza noilor cerințe ale epocii moderne.

#### Prima linie de cale ferată din România
În septembrie 1865, Alexandru Ioan Cuza a acordat companiei engleze Barkley-Stanisforth construirea liniei ferate București-Filaret-Giurgiu (fiind calea cea mai scurtă care lega capitala țării cu Dunărea și astfel cu restul lumii). Lungimea liniei avea 70 km, la un preț de construcție de 196.500 franci pe kilometru. La 19/31 octombrie 1869 regele Carol I al României face inaugurarea acestei primei linii de cale ferată, care avea să fie prelungită în 1870 cu încă 2,6 km până la Smârda.

#### Spitalul „Noul Pantelimon”, sau „Colentina”
În anul 1858 prințul Scarlat Ghica hotărăște construirea așezământului medical denumit la acea vreme „Noul Pantelimon” pe un teren donat de domnitorul Grigore Ghica. Un prim plan de construcție, întocmit de arhitectul M. Hartl, este abandonat în iulie 1859 din cauza proastei calități a materialelor și proiectului. După demolarea totală a lucrărilor și întocmirea unui nou plan de construcție, lucrările se reiau în anul 1862 pentru un singur pavilion și se finalizează la sfârșitul anului 1863. Construcția a fost inaugurată de domnitorul Alexandru Ioan Cuza la 24 ianuarie 1864, cu ocazia aniversării a cinci ani de la Unirea Principatelor Române. Pe lângă fondurile strânse pentru construcție, Domnitorul a contribuit cu o donație proprie de 2000 de galbeni.

#### Serviciul poștal modern
Epoca poștei moderne române începe în 1864, când domnitorul Alexandru Ioan Cuza a unit serviciul poștal cu cel telegrafic, emițând Decretul no.1279/6 decembrie 1864. Două săptămâni mai târziu (18 dec. 1864) este emis și Decretul prin care se adoptă Calendarul Gregorian în serviciile poștale.
Odată cu adoptarea la 1 ianuarie 1865 a Legii telegrafo-poștale a fost reglementat și statutul propriu al personalului, apărând primele uniforme în cadrul Poștei Române. În același an este introdus serviciul abonamentelor prin poștă la presa din țară și străinătate precum și organizarea serviciului de poștă rurală care asigura legătura între comune.
La  9/21 ianuarie 1865 au apărut primele mărci poștale circulate, având inscripția Poșta Română. Este vorba de emisiunea formată din trei mărci poștale nedantelate ce reprezentau profilul domnitorului Alexandru Ioan Cuza, cu efigia în oval, și cu fața înspre dreapta. Ele au fost scoase din uz după abdicarea domnitorului, din 11 februarie 1866.

#### Primul Serviciu de informații românesc
Domnitorul Al.I. Cuza a creat un serviciu secret atașat Cancelariei, condus de maiorul Cezar Librecht, directorul general al Poștelor și Telegrafelor, un inginer belgian care a adus consistență actului de guvernare prin informațiile culese atât în interior, cât și din afara țării.

## Abdicarea și exilul

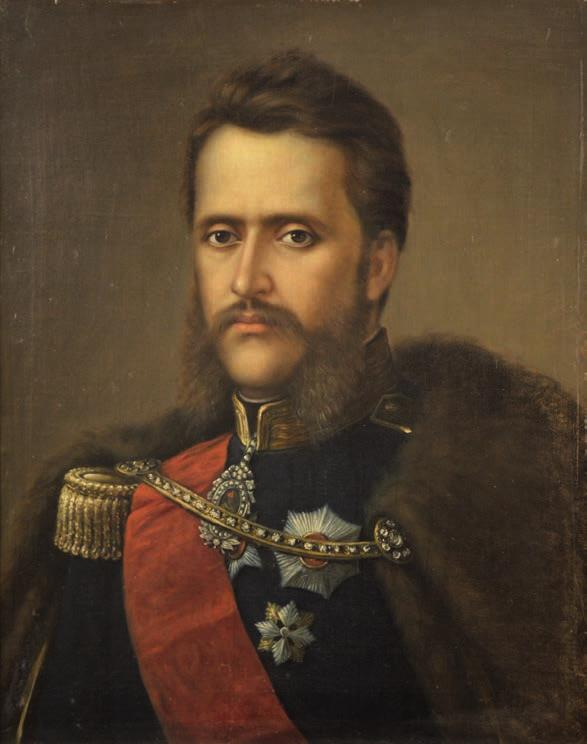
Alexandru Ioan Cuza
(portret de Mișu Popp)

Regimul personal instituit de Cuza după 2 mai 1864 a provocat nemulțumirea liberalilor radicali, care ulterior au făcut cartel cu conservatorii; acest fapt a slăbit pozițiile domnitorului și a animat activitatea monstruoasei coaliții (denumire promovată în epocă de presa favorabilă lui Cuza), hotărâtă să-l înlăture. Complotiștii au reușit să-și realizeze planurile atrăgând de partea lor o fracțiune a armatei (colonelul C. Haralambie, maiorul D. Lecca ș.a.), și l-au constrâns pe domnitor să abdice în noaptea de 10/22–11/23 februarie 1866. La aceasta a contribuit însuși Al. I. Cuza, care nu numai că nu a luat măsuri în privința factorilor reacționari, ci, într-un discurs, se arăta dispus să renunțe la tron în favoarea unui principe străin precum prevedea una din dorințele divanelor ad-hoc din 1857 (fapt susținut și de o scrisoare adresată unui diplomat străin).
Pe actul iscălit de Cuza scria: „Noi, Alexandru Ioan I, conform dorinței națiunii întregi și angajamentului ce am luat la suirea pe Tron, depun astăzi,11 februarie 1866, cârma guvernului în mâna unei Locotenențe Domnești și a Ministrului ales de popor.“
Două zile mai târziu, Cuza - împreună cu soția, amanta și cei doi fii - a părăsit Bucureștiul spre Brașov.

### Oferirea Coroanei României
A fost instituită o locotenență domnească alcătuită din Lascăr Catargiu, Nicolae Golescu și colonelul Nicolae Haralambie din partea armatei. Conducerea guvernului a revenit lui Ion Ghica; iar la data de 11 februarie 1866, Locotenența Domnească din România prin Senat și Comisie au proclamat ca domnitor al Principatelor Române în locul lui Alexandru Ioan Cuza, pe Filip de Flandra, din casa domnitoare belgiană. Prințul Filip, înrudit cu Burbonii, ca să nu-l supere pe Napoleon III, a refuzat aproape instantaneu propunerea, prin consulul general al Belgiei în Principate, Jacques Poumaydar acesta nu a acceptat coroana.
Între 14 și 20 aprilie 1866 s-a organizat plebiscitul prin care a fost aprobată alegerea lui Carol ca domn al României. În aprilie 1866 au avut loc alegeri pentru o nouă Cameră a Deputaților ce urma să fie și Adunare Constituantă, iar noua Adunare și-a început lucrările la 10 mai 1866. Provizoratul locotenenței domnești a luat sfârșit abia după ce Carol de Hohenzollern-Sigmaringen a acceptat să devină principe al României, la 10 mai 1866. Proclamarea domnitorului Carol I și aprobarea Consituției din 1866 s-au făcut printr-un plebiscit cu rezultate asemănătoare (peste 99% voturi pentru) cu cel din mai 1864.
Această abdicare silită putea avea consecințe grave pentru România, pentru că:
1. după înlăturarea lui Cuza, satele au fost înspăimântate că reforma agrară nu va mai avea loc.
2. la 3 aprilie 1866 la Iași a avut loc o demonstrație (orchestrată de Rusia) a Mișcării Separatiste care a cerut anularea unirii Moldovei cu Țara Românească și a promovat un candidat obscur la tronul Moldovei: Nicolae Rosetti-Roznovanu,
3. Poarta Otomană a mobilizat armata la Dunăre pentru a interveni în România, unirea fiind recunoscută doar pe timpul domniei lui Cuza.

Țara a trecut prin câteva luni de primejdie, căci unele Puteri europene se gândeau la o intervenție și chiar la distrugerea Unirii Principatelor. Rusia ațâța chiar tulburări la Iași, în vederea acestei desfaceri. Sub lozinca "Jos unirea", tânărul boier rusofil Nicolae Rosetti-Roznovanu, devenit exponentul celor frustrați de pierderea suveranității moldovenești, a încercat să ia domnia, printr-o mișcare reprimată repede de locotenență (3/15 aprilie).

### Exilul domnitorului
Restul vieții sale și-a petrecut-o în exil, locuind majoritatea timpului la Paris, Viena și Wiesbaden. A încercat să revină în țară ca persoană privată, dar nu a reușit. Domnitorul Carol I a transmis cererile Consiliului de Miniștri, care a refuzat să acorde permis de intrare în țară.
Alexandru Ioan Cuza a încetat din viață la 3/15 mai 1873, la Hotelul Europa din Heidelberg, în vârstă de 53 ani, ca urmare a unei puternice răceli, fiind suferind însă și de o boală mai veche (astm) precum și de unele tulburări ale ficatului și inimii.
A fost înmormântat inițial la Biserica Domnească de lângă Palatul domnesc de la Ruginoasa, conform dorinței sale. La înmormântarea de la Ruginoasa au participat cel puțin 30.000 țărani, discursurile funebre fiind rostite de liberalii Petre Grădișteanu, Andrei Vizanti, Nicolae Ionescu, Mihail Kogălniceanu.  După cel de-al Doilea Război Mondial, osemintele sale au fost mutate la Biserica Trei Ierarhi din Iași.

## Galerie de imagini

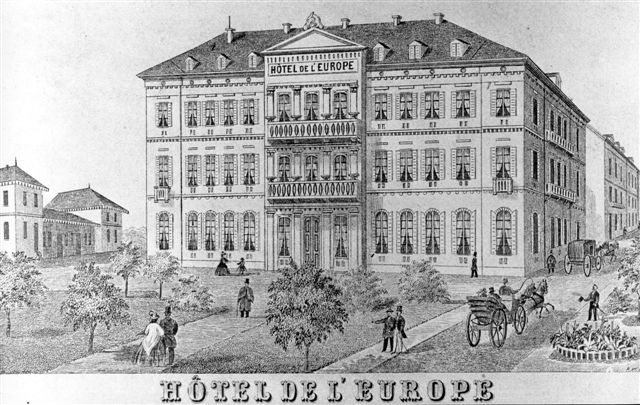
Hotelul Europe (1865) din Adenauerplatz, Heidelberg. În acest hotel Cuza și-a trăit ultimele zile.
Strada de centură Cuza din Heidelberg
Placa memorială de pe clădirea hotelului Europa din Adenauerplatz, Heidelberg.
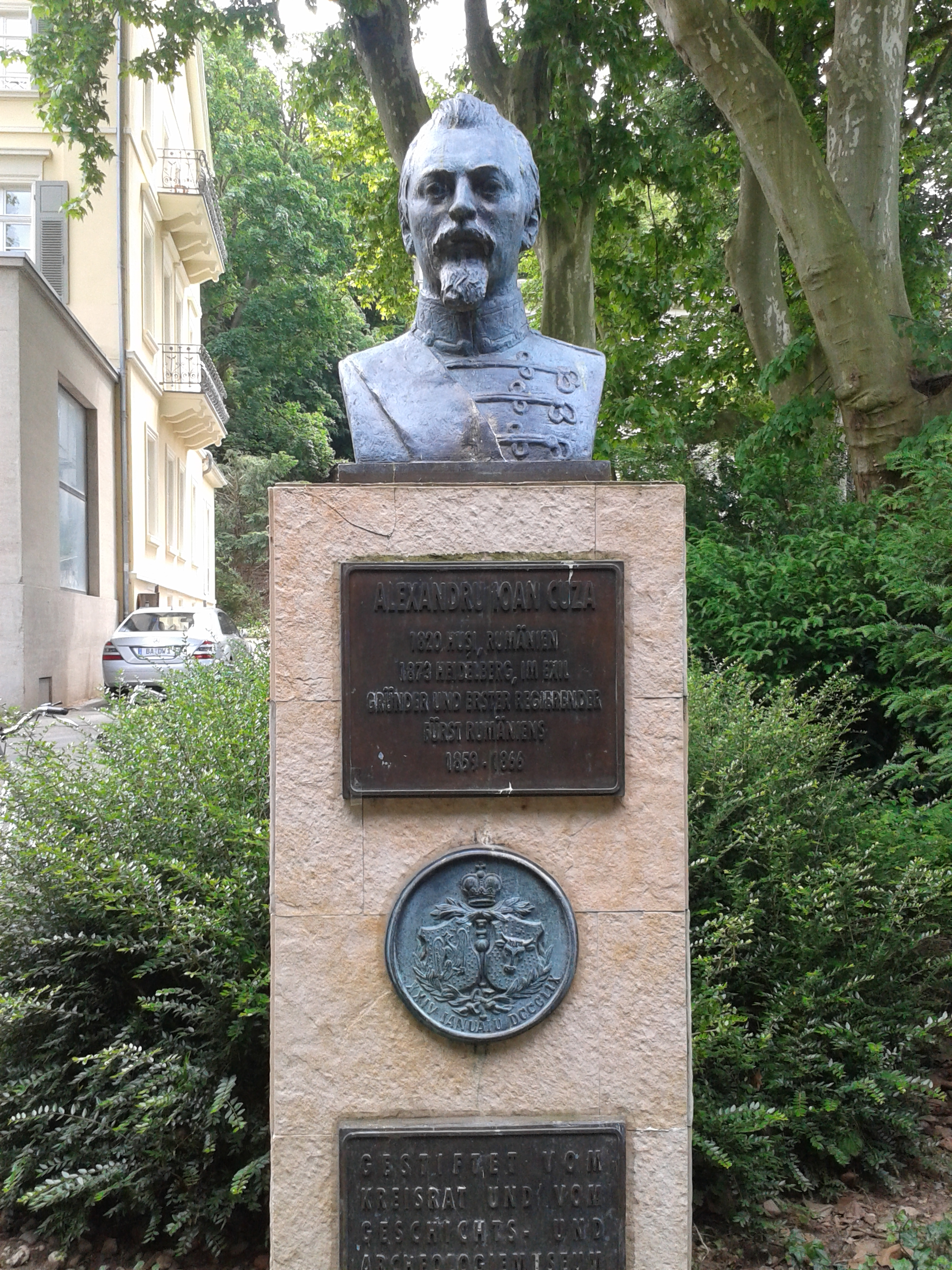
Bust al lui Alexandru Ioan Cuza amplasat în Stadtgarten, Heidelberg
Bust al lui Alexandru Ioan Cuza amplasat în Parcul Drapelelor, Suceava
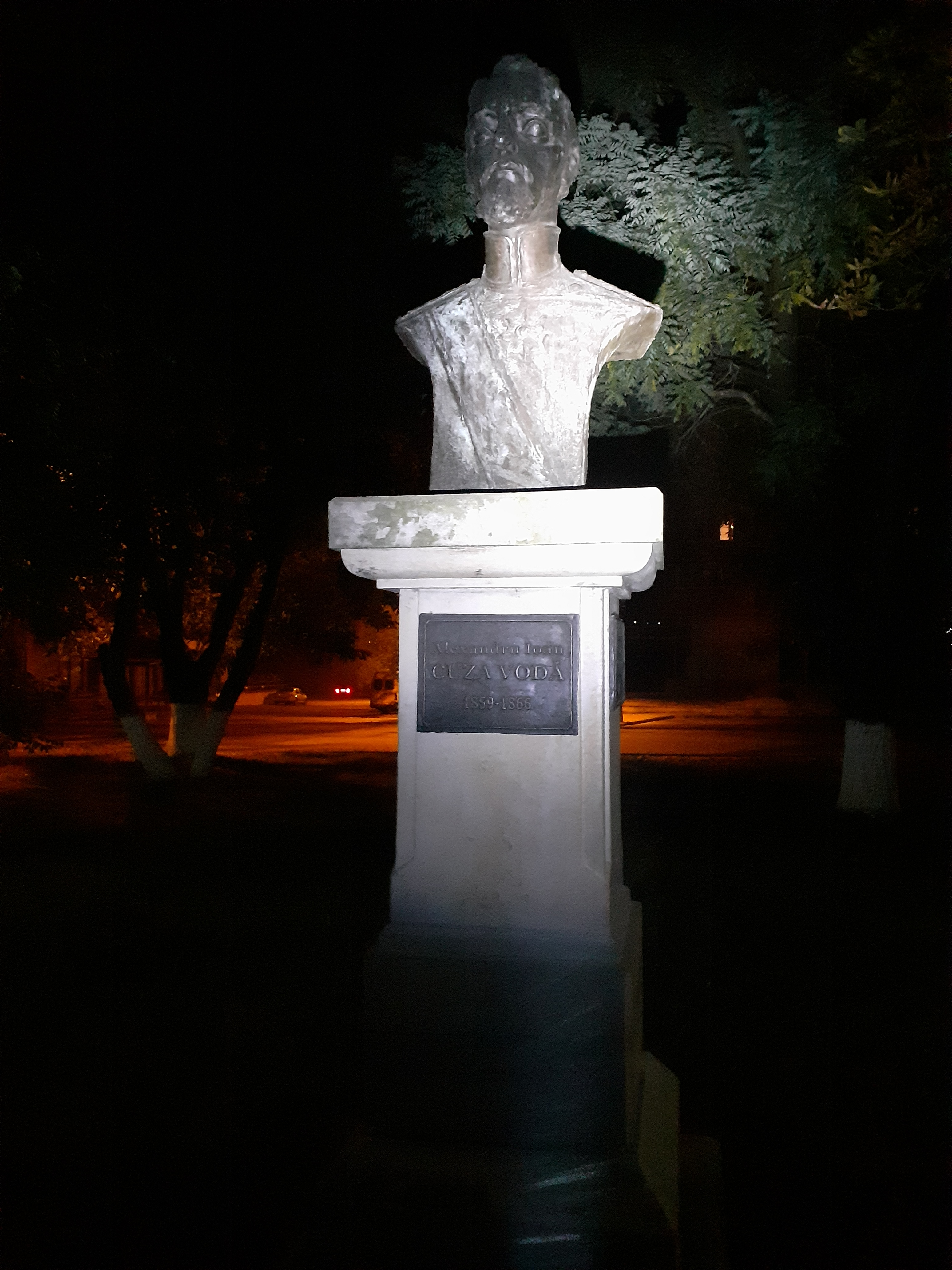
Bust al lui Alexandru Ioan Cuza, Cricova

## Notafilie

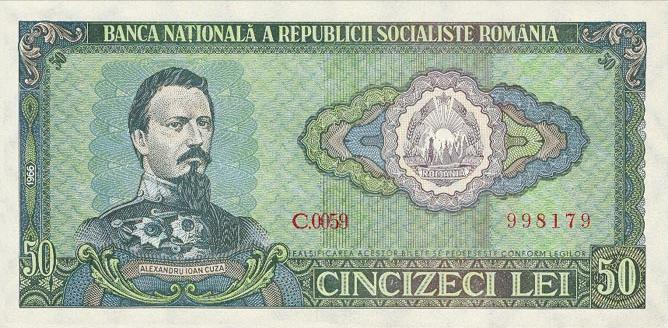
Bancnotă cu valoarea nominală de 50 de lei, emisă în 1966, purtând pe avers efigia lui Alexandru Ioan Cuza

După ce în august 1965, statul român a primit denumirea de Republica Socialistă România, în anul 1966, Banca Națională a Republicii Socialiste România a scos o nouă ediție de bancnote, iar pe aversul bancnotei cu valoare nominală de 50 de lei a fost reprezentată efigia lui Alexandru Ioan Cuza.

## Numismatică
- Între 1991 - 1996 Banca Națională a României a emis o monedă de circulație, cu valoarea nominală de 50 de lei (ROL), pe reversul căreia a fost gravată efigia lui Alexandru Ioan Cuza, spre stânga. Moneda este de oțel placat cu alamă.[46]
- La 12 noiembrie 2009 Banca Națională a României a emis, în atenția colecționarilor, un set de trei monede (una din tombac cuprat, alta de argint și o alta de aur), pentru sărbătorirea a „150 de ani de la înființarea Statului Major General al Armatei Române”, pe aversul fiecăreia din ele fiind gravată efigia lui Alexandru Ioan Cuza, spre stânga.[47]
- La 2 iunie 2014 Banca Națională a României a pus în circulație, în atenția colecționarilor, un set de trei monede (din aur, din argint și din tombac cuprat), precum și o monedă din argint, cu ocazia împlinirii a 150 de ani de la înființarea Senatului României.[48] Monedele din aur au valoarea nominală de 100 de lei, au titlul de 900‰, diametrul de 21 mm, o greutate de 6,452 grame și cantul zimțat. Toate monedele de argint, au valoarea nominală de 10 lei, titlul de 999‰, diametrul de 37 mm, o greutate de 31,103 grame, iar cantul este zimțat. Monedele din tombac cuprat au valoarea nominală de 1 leu, diametrul de 37 mm, greutatea de 23,5 grame și cantul zimțat. Toate monedele din această emisiune sunt rotunde și sunt de calitate proof.[48] Reversul, care este comun tuturor monedelor din emisiune (din aur, din argint și din tombac cuprat), prezintă portretul domnitorului Alexandru Ioan Cuza și al mitropolitului Nifon, care a fost primul președinte al Senatului, numele acestora, inscripția în arc de cerc 150 DE ANI DE LA INFIINTAREA SENATULUI și 1864, anul evenimentului aniversat.[48] Fiecare monedă, ambalată într-o capsulă de metacrilat transparent, este însoțită de un certificat de autenticitate.[48]
- În anul 2023 a fost emisă o monedă ce comemorează 150 de ani de la moartea lui Alexandru Ioan Cuza.